# Columnea labellosa
Columnea labellosa är en tvåhjärtbladig växtart som beskrevs av Gustav Karl Wilhelm Hermann Karsten. Columnea labellosa ingår i släktet Columnea och familjen Gesneriaceae. Inga underarter finns listade i Catalogue of Life.